# Monteriggioni
Monteriggioni je naselje in istoimenska občina v pokrajini Siena v italijanski deželi Toskana. Meji na občine Casole d'Elsa, Castellina in Chianti, Castelnuovo Berardenga, Colle di Val d'Elsa, Poggibonsi, Siena in Sovicille.
Monteriggioni je majhno srednjeveško naselje, ki je znano po popolnoma ohranjenem mestnem obzidju. Nahaja se na vrhu manjšega griča. V 13. stoletju so ga zgradili sienski fevdni gospodje. V tem času je predstavljal pomembno strateško točko na cesti Cassia, ki je potekala skozi naselji Val d'Elsa in Val Staggia proti zahodu Monteriggionja. Danes je naselje središče istoimenske občine, ki obsega 19,49 km2 ozemlja. Oddaljenosti od večjih naselij so: Siena - 15 km; Volterra - 39 km; Firence 50 km; Pisa 157 km; Lucca - 123 km; Arezzo - 121 km; Rim - 250& km.
Razen nekaterih obnovitvenih del, ki so potekala že v 16. stoletju, je bilo od ustanovitve dalje na mestnih zgradbah oz. obzidju storjenih le malo arhitekturnih sprememb. Tako so zgradbe in obzidje Monteriggionija najbolje ohranjeni primer svoje vrste v celotni Italiji in privaljajo številne turiste, pa tudi arhitekte, zgodovinarje in arheologe.